# 안즈엉현
안즈엉군(베트남어: Quận An Dương / 郡安陽)은 베트남의 3대 도시인 하이퐁의 행정구역이다. 안즈엉군은 하이퐁 시의 서쪽에 위치해 있다.

## 행정구역
안즈엉군은 10개의 방(坊)으로 구성되어 있다.
- 안동 (An Đồng / 安同)
- 안하이 (An Hải / 安海)
- 안호아 (An Hòa / 安和)
- 동타이 (Đồng Thái / 同泰)
- 홍퐁 (Hồng Phong / 鴻豊)
- 홍타이 (Hồng Thái / 鴻泰)
- 레로이 (Lê Lợi / 黎利)
- 레티엔 (Lê Thiện / 黎善)
- 남선 (Nam Sơn / 南山)
- 떤띠엔 (Tân Tiến / 新進)

## 명소
- 빈케 사원
- 찌예우 사원
- 누트엉 사원
- 번짜 사원
- 번짜 마을
- 푹린탑

안즈엉에서 가장 유명한 축제로는 빈케 사원 축제와 번짜 마을 축제가 있다.
- 빈케 사원 축제는 매년 음력 1월 7일이며, 씨름 대회, 용선경기, 그네타기 등이 열린다.
- 번짜 마을 축제는 매년 1월 14일과 15일에 개최된다. 이 축제에서는 닭싸움, 장기와 같은 많은 민속놀이가 개최된다.

## 경제
- 노무라 산업단지

주로 일본 기업들이 입주해 있다.
- 하이퐁 산업단지
- 벤끼엔 산업단지
- 짱줴 산업단지 (Tràng Duệ Industrial Park)
  - LG 이노텍
  - LG 디스플레이
  - LG 전자
  - 희성전자
  - 우성전자
  - 에스엘 전자
  - 한라캐스트 HALLA ELECTRONICS VINA
  - 부천공업

## 교통
안즈엉군의 주요 도로는 고속도로 5A번, 고속도로 10번, 지방도 188, 지방도 351이 있다.